# أمين السباعي
محمد أمين السباعي (مواليد 5 نوفمبر 2000) هو لاعب كرة قدم مغربي-فرنسي محترف، يلعب لنادي الفتح في الدوري السعودي للمحترفين .

## مهنة النادي
بدأ مسيرة الشباب مع نادي نيم أولمبك وفارغيز ولي كريسز. وبدأ مسيرته المهنية مع أولمبيك أليس في عام 2019. وحصل على جائزة أفضل هداف لموسم 2020-21 من الدوري الفرنسي الدرجة الثالثة برصيد 9 أهداف. وفي موسم 2021-22، انتقل إلى نادي سيت حيث سجل 6 أهداف في 29 مباراة. ثم انتقل إلى نادي غرينوبل في الدوري الفرنسي الدرجة الثانية في 25 مايو 2022.

## الحياة الشخصية
ولد في فرنسا، وهو من أصل مغربي، شقيقاه صلاح الدين وحاتم سباعي لاعبان محترفان أيضًا.

## روابط خارجية
- أمين السباعي على موقع قاعدة بيانات كرة القدم.إي يو (الإنجليزية)
- أمين السباعي على موقع Soccerway.com (الإنجليزية)